# 北京大学新闻学研究会

## 序言
1918年10月4日，北京大学新闻学研究会（简称“北大新闻学研究会”或“研究会”）成立。该研究会由北大校长蔡元培兼任会长，北大文科教授徐宝璜任副会长，徐宝璜和《京报》社长邵飘萍为专任导师研究会以“研究新闻学理，增长新闻经验，以谋新闻事业之发展”为宗旨，专门研究包括新闻的范围、选题、采访、编辑、通讯方法以及报社和通讯社的组织等内容。
北大新闻研究会的创建是中国将新闻学作为一门学科进行研究的开端。也是新闻教育事业起步的标志。该研究会向校内外公开招收会员，举办了两期研究班，培养会员百余人，为新闻界输送了优秀人才。

## 历史经过

### 酝酿阶段
五四前夕，北京的新闻社和通讯社很多。北京大学有许多学生在业余时间自办刊物或者为报馆写稿子，他们在实践中发现自己需要有关业务知识和新闻理论的指导。1918年春天北京大学学生罗敖阶（章龙）、谭鸣谦（平山）等人向时任校长室秘书的徐宝璜提议组织课余研究新闻的团体，徐宝璜表示支持，“愿意指导同学学习”。同时，两人又将这一意见告诉了当时为《申报》驻京记者的邵飘萍。邵飘萍写信给北大校长蔡元培，倡议设立研究新闻学的研究会，而此时校长蔡元培也有开设新闻研究会的想法。于是，在蔡元培、徐宝璜和邵飘萍这三个主要人物的努力下，北京大学新闻学研究会诞生了。

1918年7月，北京大学开始正式酝酿筹备建立新闻学研究会。7月4日，《北京大学日刊》登出一则引人注目的消息，预告“为灌输新闻智识培养新闻人才”，“本校将于下学年设一新闻研究会”“将请徐宝璜教授为一该会导师”。7月6日，《北京大学日刊》全文刊登了由校长蔡元培拟就的该会的八条简章。规定：
一、本会定名为北京大学新闻学研究会；
二.本会以“输灌新闻智识、培养新闻人才”为宗旨；
三.本会研究之事项有新闻之范围、新闻之采集、新闻之编辑、新闻之造题、新闻之通信法、新闻纸与通信社之组织；
四.本会研究之时间每星期三小时；
五.本会隶属于北京大学，校内外人均得入会；
六.校内会员每天每人纳费9元，校外会员年纳18元，分三期缴清；
七.既缴纳之费无论何种情形概不退换；

八.北京大学日刊处为本会办事机关，入会者向该处报名。本会定名为北京大学新闻学研究会。
1918年9月21日起，《北京大学日刊》连续几天发出了“校长布告”，通知“ 凡愿入会者于本月内向日刊处报名可也 ”。此后有数十人陆续报名入会。

### 活动阶段

#### 成立大会
1918年10月14日晚八时，北京大学新闻学研究会在北大理科第十六教室（现沙滩马神庙北大旧址）正式开会成立。成立大会一共有十多人到会。
大会首先由蔡元培校长演说成立目的。蔡元培在演讲中强调了学习新闻学的重要性，指出 “新闻自有品格”，并希望通过学习西方新闻学，结合我国社会的特点，发展我国的新闻事业。然后由研究会主任徐宝璜演讲《新闻纸之职务及尽职之方法》，指出新闻之最重要之职务为供给新闻，强调新闻的“第一性质为确实”“第二性质为新鲜 ”。他还讲了新闻纸尽职的方法，即登载确实之新闻、善用访问法以造舆论、利用社论创造舆论。
此后每周一、三、五晚八至九点，研究会全体会员都会聚集在理科十六教室或文科大楼第三十四教室（现北大红楼旧址）听课、练习或研究、议事。半个月后，邵飘萍也开始讲授课程，时间为每周日上午的两小时。

### 改组大会
自大会成立后四个多月的时间里，会员逐渐增加，会务不断发展，研究会主任徐宝璜因“担任职务过多，精力不及”，提出改组意见，并推举徐宝璜及会员谭鸣谦、陈公博（文科哲学门学生）、曹杰（法本科学生）、黄欣（文科史学门学生）等五人为“起草员”修改简章，提交大会讨论通过。

起草简章与原研究会章程相比，有八项重要添改：
1、名称由原来的“北京大学新闻研究会”改定为“北京大学新闻学研究会”；
2、与上述改动相适应，原简章第二条所列“宗旨”由“输灌新闻智识培养新闻人材”改为“研究新闻学理、增长新闻经验，以谋新闻事业之发展”，突出了对新闻理论的研究；
3、原简章第三条研究之重要项目中的第一项由“新闻之范围”具体为“新闻学之根本智识”；
4、提出“为增长会员新闻经验起见” “视会务发达的程度”增办日刊或周刊以及中外通信社；
5、新简章规定设会长一人、副会长一人、导师若干人、干事二人。会长由校长担任、副会长由会员公推导师一人兼任， 职务均为“维持会务、督促进行”。导师由会长聘请。干事办理会内一切事务，由会员互选充任；
6、新简章规定大会每年举行两次，“但得临时增加之”。研究的方法采取讲授、联席会两种形式；
7、校内会员每人年纳会费，由原来的九元减为六元；校外会员由十八元减为十二元；

8、规定：研究满一年以上发给证书。
1919年2月19日午后，改组大会在文科第三十四教室正式召开。改组大会到会会员二十四名，因事缺席会员九名。到会的24位会员为缪金源（文预科英文班学生）、徐恩达（不详）、傅馥桂（文预科英文班学生）、冯嗣贤（法本科学生）、曹杰（法本科学生）、何邦瑞（文科史学门学生）、谭植棠（文科史学门学生）、温锡锐（文科哲学门学生）、毛泽东（图书馆助理员）、区声白（文科哲学门学生）、谭鸣谦（文科哲学门学生）、黄欣（文科史学门学生）、萧鸣籁（文科史学门学生）、杜近渭（文预科英文班学生）、马义述（法本科学生）、来焕文（法预科学生）、陈公博（文科哲学门学生）、丘昭文（不详）、徐恭典（法本科学生）、姜昭谟（法预科学生）、杨立诚（文科哲学门学生）、李吴祯（文科哲学门学生）、倪世积（法预科学生）、章韫昭（法预科学生） 。缺席会员九人为王南邱（不详）、罗璇阶（文预科德文班学生）、张廷珍（法本科学生）、常惠（文预科法文班学生）、钟希尹（法本科学生）、陈秉瀚（法预科学生）、朱云光（法本科学生）、易道尊（文科英文门学生）、严显扬（法本科学生）。

大会上，蔡元培校长先作简短演说，然后会员修改、通过起草员提交大会讨论的简章，随即选举“职员”。选举结果为蔡元培当选为正会长，徐宝璜当选为副会长，曹杰、陈公博当选为干事。经过改组大会，研究会改名“新闻学研究会”，由蔡元培校长亲自担任会长，徐宝璜任副会长兼导师。大会讨论通过的章程具体内容为：
一、本会定名为北京大学新闻学研究会。
二、本会以研究新闻学理、增长新闻经验、以谋求新闻事业之发展为宗旨。
三、本会研究之重要项目暂定如左。（甲） 新闻学之根本知识。（乙） 新闻之采集。（丙） 新闻之编辑。（丁） 新闻之造题。（戊） 新闻之通信。（己） 新闻社与新闻通讯社之组织。（庚） 评论。（辛） 广告术。（壬） 实验新闻学。
四、本会为增长会员新闻经验起见，应办事项如左。（甲） 日刊或周刊。（乙） 中外通信社。以上两项当视本会会务发达之程度，然后举行之。
五、本会隶属于北京大学，凡该校内外人均可入会为会员。
六、本会设会长一人、副会长一人、导师若干、干事二人。（甲） 会长由校长任之，副会长由会员公推，本会导师一人兼任之，其职务均为维持会务，督促进行。（乙） 导师由会长聘请之。（丙） 干事办理会内一切事务，由会员互选充之。至文牍会计事务，由会长指定该校事务员一人任之。
七、本会开会分为三种。（甲）大会每年举行两次。改选职员于此时行之。（乙）研究会每周举行两次，但得临时增加之。研究之方法，采讲授、联席二种形式。（丙）临时会无定期。遇有特别事项发生时，由会长召集之。
八、校内会员每人年纳会费现洋六元，校外会员年纳现洋十二元，分三期缴纳。既缴之费无论何种形式概不退还。
九、研究满一年以上，由本会发给证书。

十、本会会章有未尽善时，得于开大会时，提出修改之。

### 活动停止
1919年，“五四运动”爆发后及之后几个月，研究会师生都忙于学生运动，《北京大学日刊》也几乎再没有出现任何关于新闻学研究会组织活动的报道。1920年10月，研究会会长蔡元培离开北京大学赴法国，副会长兼导师徐宝璜也因就任民国大学校长，基本上不在北大，无暇顾及研究会活动。研究会核心人物也都相继离开。1920年12月17日，《北京大学日刊》刊登 《国立北京大学略史》，将新闻学研究会列入北京大学现有的学生社团组织之一，此后再未见关于新闻学研究会的任何报道。北京大学新闻学研究会的活动估计应在1920年底停止。
从1918年10月14日正式成立，至1920年12月中为止，北京大学新闻学研究会存在了大约两年零两个月时间。

## 机构设置

### 会长
1918年，北大校长蔡元培重视并支持北大新闻研究会的成立，亲自担任会长，明确研究会的宗旨及任务。后参与改组，推动研究会的进一步发展。
蔡元培有着丰富的办报经验，参与编辑和创办了《苏报》等报刊，深刻了解学习和研究新闻对塑造和发展社会文化的重要性。他与当时担任北大图书馆主任一职的李大钊一起创办《每周评论》《北京大学日刊》《北京大学月刊》等刊物，还支持学生创办刊物，如《新潮》等。

### 副会长
徐宝璜为北大新闻学研究会的副会长和导师。1912年，他前往美国密歇根大学留学，主修经济学，辅修新闻学。回国之后，他先担任北京《晨报》编辑，后收到蔡元培的邀请，到北京大学任教，开授经济学、新闻学课程，他是第一位在北大从事新闻教育的人。1918年，徐宝璜作为北大新闻学研究会的创办人之一，担任研究会副会长，深耕新闻教育。1919年，他还参与创办研究会刊物《新闻周刊》并担任编辑主任。

### 导师

#### 徐宝璜
徐宝璜作为北大新闻学研究会的创办人之一，在研究会担任讲师，每周一和周三晚7点到8点进行授课。他为会员们讲授新闻纸职务、新闻定义、新闻价值等新闻学基础理论，学理色彩浓厚。他的课程是从新闻学的一些基本问题的讨论开始，而后再讲述新闻采访和编辑等实务内容，将新闻学的理论部分的内容放在实务部分的前面，足见他对于理论部分的重视和强调。

#### 邵飘萍
1918年，邵飘萍在北京创办《京报》并任社长，同时与蔡元培、徐宝璜等一起创办了北大新闻学研究会，同样在研究会担任讲师，每周日上午10点至11点到会演讲。他一面忙于主持 《京报》，一面为研究会认真备课，除寒暑假及“五四运动”那段时间外一直坚持为研究会讲课。他结合自己多年的采访和办报经验，主要为学员们讲授新闻采访、编辑、出版等业务方面的知识，并分享新闻记者的采访技能和社会素质，指导会员的实习工作。
邵飘萍在研究会期间对学生也多加关心。他曾多次热情接待和指导当时还是研究会会员的毛泽东，甚至在经济上给予接济。多年后毛泽东接受美国记者斯诺采访时还充满怀念之情地回忆邵飘萍，表示邵飘萍对他“帮助很大”,“他是新闻学会的讲师，是一个自由主义者，一个具有热烈理想和优良品质的人”。

## 活动内容

### 开班授课

#### 班级建设
1918年下学期，北大新闻学研究会正式成立，在研究会成立大会前后入会的十多人组成班级，后称“旧班”。
1919年下学期开学后，研究会再次招募会员，宣布到9月10日前后在“旧班”举行研究期满式的同时将成立“新班”。10月19日上午，新班在文科第三十五教室正式开始第一次学习研究会。

#### 导师授课
北京大学新闻学研究会的活动方式主要是开大会，在会上由导师讲授新闻学知识。
1919年1月11日至17日，《北京大学日刊》连续刊登了“研究会”通告旧会员的启事，表示“本学期内旧班注重实验并拟请于新闻事业深有经验者来会演讲……请徐伯轩先生担任每周一时注重编辑之练习，请邵飘萍先生担任每周二时注重评论新闻之练习并新闻记者之外交术。”徐宝璜每星期一、三晚7点到8点授课，后改为每周一小时，主要讲授新闻纸之职务及尽职之方法、新闻定义、新闻价值等理论性较强的专题；邵飘萍每周日上午10点到11点授课，后将授课时间增加到每周两小时，主要讲授新闻业务方面的知识，与同学们进行深入探讨。

在研究会每周两三次的讲演中，邵飘萍和徐宝璜除系统介绍了各国新闻社、报社的组织、规模，以及从组稿、采访、编辑、校对、排版到印刷一系列报纸出版工作的程序外，还详细论述了报纸的任务、新闻之定义、新闻之精采、新闻之价值、新闻之采集以及新闻之编辑等。主要为：
报纸的主要任务：供给新闻、代表舆论、创造舆论、灌输智识、提倡道德、助商业之发达；
报纸的责任：将营私舞弊、拍卖国家权利等举世恶行“据实登载、和盘托出、造成正确之舆论”；
新闻的采访知识：新闻之分类、新闻之略示（按即新闻线索）、 新闻之来源、新闻之采集；

访员（即记者和编辑）的能力条件：“至广或至深之知识”、“强健之记忆力”、“行文写字均须敏捷”、“极勤恳”、“知人性”（按即熟悉采访对象）、“知外国语一二种”等。
除了导师授课外，研究会还邀请其他名家到会演讲，李大钊和当时北大的其他进步教授如高一涵等都曾到该会演讲。1919年3月10日晚，新闻学研究会请图书馆主任李大钊在理科十六教室演讲。3月24日，新闻学研究会又请高一涵先生到会演讲。

### 研究期满式
北大新闻学研究会会章规定，会员研究满一年以上者，发给证书。1919年10月16日晚，研究会在研究会事务所举行了研究期满式。先由主席、干事曹杰报告开会目的，对一年来研究会的情况进行小结，然后由会长蔡元培颁发证书并讲话。此次发给证书分为听讲一年和听讲半年两种。
在此次大会上获得听讲一年证书的有23人，分别是陈公博、何邦瑞、谭植棠、区声白、倪世积、谭鸣谦、黄欣、严显扬、翟俊千、张廷珍、曹杰、杜近渭、徐思达、杨亮功、章韫昭、傅馥桂、温锡锐、缪金源、冯嗣贤、肖鸣籁、欧阳英、丘昭文、罗汝荣；获得听讲半年证书的有32人，分别是李吴祯、陈秉瀚、徐恭典、朱云光、姜绍谟、来焕文、马义述、杨立诚、易道尊、毛泽东、罗傲阶、钟希尹、常惠、吴世晋、王南邱、鲍贞、韩荫谷、陈光普、朱存粹、华超、朱如儒、舒启元、刘德泽、梁颖文、倪振华、杨兴栋、曲宗邦、尉士杰、黄琴、吴宗屏、高尚德、陈鹏。获得证书的会员共55人。
在蔡元培讲话后，导师徐宝璜以《中国报纸之将来》为题发表演说。最后，会员代表李吴祯、黄欣、陈公博相继演说。

### 外出考察
1920年5月15日上午，北大新闻学研究会全体会员前往财政部印刷局进行了一次实地的参观考察。

### 出版《新闻周刊》
1919年3月14日，改组大会后不久，研究会各组主任干事进行谈话会议，决定根据会务发展程度和会员的要求，依照研究会章程在这一年的春假以后出版《新闻周刊》，会议还议定了周刊社的组织机构和各主任干事的分工。周刊社设主任一职，由徐宝璜担任。下设新闻、评论、翻译、通信四部，各部主任干事分别由各组主任干事担任，新闻部主任干事为第三组主任干事陈公博；评论部主任干事为第二组主任干事黄欣；翻译部主任干事为第四组主任干事严显扬；通信部主任干事为第一组主任干事曹杰。
1919年4月16日，研究会召开全体会员大会，决定《新闻周刊》正式出版，并于4月20日实现。《新闻周刊》在北大全校发售，每份价格为铜钱二枚。该刊其发行目的为“便会员之练习；便新闻学识之传播；便同志之商榷”，是对一周的新闻“为系统之记载，下公允之评论”。
《新闻周刊》是当时中国唯一传播新闻学知识的报纸，也是中国最早采用横排式的报纸，共发行了三期，“五四”以后停刊。

### 出版《新闻学》
1919年12月6日，北京大学新闻学研究会出版了《新闻学》一书，由徐宝璜编撰，这是中国人自撰的第一部新闻学著作。
《新闻学》原名《新闻学大意》，其内容其实就是徐宝璜在政治系开设新闻选修课时的讲稿。徐宝璜在1918年暑假期间就开始为新闻学研究会撰写讲义，其中最早的一部分内容在1918年9至11月的《东方杂志》（15卷9至12期）上发表；第二次修订稿于同年在 《北京大学日刊》发表；第三次修订稿在1919年的《新中国》杂志第7、8 号上发表；第四次修订稿定名为《新闻学》，1919年12月6日以北京大学新闻学研究会名义独立成书。
《新闻学》全书共14章，6万余字。内容涵盖了新闻学的性质与重要，新闻的定义、价值，新闻纸的职务以及新闻的采集、编辑、题目以及新闻社的社论、广告、组织、设备等。蔡元培亲自校阅书稿并为其题写书名并作序，称该书“在我国新闻界实为破天荒之作”。《新闻学》的出版是北京大学新闻学研究会对中国新闻学的一个重要贡献。它凝结了研究会的学术成果，开中国新闻学研究之先河。

## 意义

#### 新闻学科建设和新闻教育
北京大学新闻学研究会是我国第一个新闻学学术团体，其核心人物是蔡元培、徐宝璜和邵飘萍。他们是中国最早提倡和建立新闻学的一批学者，是开创中国新闻教育事业、提倡新闻研究的先锋人物。研究会在创建之初就明确提倡“新闻学”的学科概念，将新闻学作为一门独立的科学，初步明确了新闻学的学科意识。研究会会员们对于新闻学也都发表了自己的看法，他们希望以 “ 学” 促 “术”，通过新闻学理的研究来指导，中国新闻事业，培养新闻人才，从而达到发达中国新闻事业的远大目标。
在研究会内，徐宝璜和邵飘萍还根据讲义出版了《新闻学》和《实际应用新闻学》。其中，《新闻学》是中国第一本新闻学著作，其前五章内容（新闻学之性质与重要、新闻纸之职务、新闻之定义、新闻之精彩、新闻之价值）对新闻学的基本问题都作了探讨，对于各种新闻实务也均有专门论述，是对新闻学的全景式研究，从一定程度上影响了中国新闻学的发展方向，为中国的新闻学研究搭建起了初步的学科框架和研究模式。而《实际应用新闻学》是我国第一部新闻采访专著。1919年4月，研究会出版的《新闻周刊》则是中国第一份新闻学刊物，为新闻学知识的研究、讨论和传播提供平台。中国新闻学也从此开始建立起来。
此外，北大新闻学研究会还培养了毛泽东、陈公博、罗章龙、高君宇等进步学生。这些中国共产党的早期成员离开研究会后也参与了众多的新闻工作。

#### 爱国宣传
北京大学新闻学研究会，也是一个爱国进步团体。俄国十月革命后，马克思主义传入中国，当时被逐渐关注的马列主义思想也成为北大新闻学研究会交流研讨的重要话题，对包括毛泽东在内的学员都产生了重要影响。
北京大学新闻学研究会凝聚了一批早期的马克思主义者，而研究会的专业新闻教育也客观上为马克思主义在中国的早期传播培养了一批专业化人才，提供了一系列专业的指导。中国共产党早期组织成员中，有6位是北京大学新闻学研究会会员。中国国内6个早期党组织中，北京、长沙、广州3个小组均由研究会的骨干创办或参与创办，如北京的高君宇、罗章龙，长沙的毛泽东以及广州的谭平山、谭植棠。

## 后续
2008年4月15日上午，“北京大学新闻学研究会恢复成立暨导师聘任仪式”在临湖轩正式举行。仪式上，时任北京大学校长的许智宏院士宣布北京大学新闻学研究会恢复成立，并与北京大学新闻与传播学院院长、北京大学新闻学研究会学术总顾问邵华泽教授一同为研究会揭牌。
新的北大新闻学研究会由北大校长许智宏担任会长，北京大学新闻与传播学院院长邵华泽、清华大学新闻与传播学院院长范敬宜和中国人民大学新闻与传播学院荣誉教授方汉奇担任研究会学术顾问，并聘任首批10位海内外知名学者担任研究会导师。
2022年至今，北京大学新闻学研究会会长由北京大学新闻与传播学院院长陈刚担任。